# Gobierno y política de Guam

Bandera oficial de Guam.

El sistema político de Guam se desarrolla en el marco de una democracia presidencialista, en la cual el Gobernador de Guam es el jefe de Gobierno, y posee una estructura multipartidista. Guam es un territorio colonial de los Estados Unidos, y las relaciones entre la isla y el sistema federal son llevadas a cabo por el Departamento de Asuntos Insulares de Guam. Posee una división de poderes propia de la sociedad occidental.

## Estatus de Guam dentro de los EE. UU.
La población de Guam se siente parte de la sociedad estadounidense, y su economía está sujeta en buena medida a las bases militares estadounidenses que hay en la isla. La relación con los EE. UU. también contribuye a que la isla sea un destino turístico importante entre los turistas japoneses. La población guameña jugó un papel estratégico muy importante en la Segunda Guerra Mundial, debido a su proximidad con Japón.
Sin embargo, mantener el actual estatus como un territorio no incorporado asociado a Estados Unidos ha provocado diversas controversias. En la isla existe un movimiento significante que postula la conversión de Guam en una especie de Estado libre asociado, siguiendo el ejemplo de Puerto Rico, con lo que formaría parte de la commonwealth de los Estados Unidos, al igual que las Islas Marianas. Otros, en cambio, postulan la independencia total de Guam, mientras un tercer movimiento postula, por su parte, la unión con las Marianas para formar un estado único independiente. A pesar de ello, este tipo de propuestas no son vistas con buenos ojos por parte del gobierno federal estadounidense, el cual argumenta a su favor que Guam no posee una estabilidad económica suficiente necesaria para que le sea concedido un rango como los antes propuestos. Las mismas fuentes federales, por el contrario, admiten el desarrollo de la isla y su necesidad de modificar su estatus actual, estando la solución todavía sin concretar. 
Sea cual sea la forma que adquiera, la mayoría de los habitantes de Guam están a favor de la modificación del actual estatus, una modificación tal que aumentara la autonomía y el autogobierno, similar a la de un estado de pleno derecho.

## Poder ejecutivo
Desde 2003 el gobernador es Félix Pérez Camacho, reelegido por segunda vez en 2011 y militante republicano.

## Poder legislativo
El poder legislativo en Guam recae sobre una única cámara, compuesta por 15 miembros, elegidos de forma directa para una duración de dos años. Además de ello, Guam designa en los comicios un delegado para el Congreso de los Estados Unidos de América, el cual será el encargado de defender los intereses de Guam ante el gobierno federal. Dicho delegado posee voz, pero no voto en la cámara estadounidense.

## Poder judicial
El poder judicial existe en Guam como tal desde el 1 de agosto de 1950, cuando el presidente estadounidense, Truman ratificó la Ley Orgánica de Guam, la cual concedía a los guameños una serie de derechos, protecciones y deberes al amparo de la Constitución. Gracias a ello, el pueblo de Guam tiene la oportunidad de administrar sus propias políticas y leyes en la isla. En ello, estaba incluido el poder judicial.
En el mismo año, 1950, se desarrolló el sistema judicial isleño, como parte de la Ley Judicial. El juez Albert B. Maria, por aquel entonces Presidente del Consejo Judicial de los Estados Unidos y juez del de la Corte de Apelación, entre otros cargos, fue a Guam para preparar el terreno al sistema judicial de la isla. 
Conocida como la Ley Pública nº17, la "Ley judicial" establecía un nuevo Tribunal de Justicia, eliminado el Tribunal de la isla y la Corte de Apelación. Desde entonces, sus labores serían responsabilidad de la Corte del Distrito. Antes de ello, el sistema judicial estaba compuesto por tres organismos: la Corte de Apelación, el Tribunal de la Isla, y el Tribunal Policial. La reorganización reducía los trámites administrativos y el personal encargado, simplificando el anterior complejo sistema judicial.
La nueva ley proporcionó a Guam jurisdicción sobre las faltas y los procesos civiles, aunque sujetos a determinadas limitaciones. También se creó junto a a esta ley la figura del juez de paz en cada municipio de la isla para los casos menores. La ley además establecía y definía los poderes, cualificaciones y descualificaciones de los jueces y los empleados públicos.
Con ello, se estableció el Tribunal de Justicia de Guam, con una estructura muy similar a la de los Tribunales de Justicia de cada estado de los Estados Unidos. Era la primera vez que Guam ejercía su poder judicial de forma independiente al poder ejecutivo y legislativo. Sin embargo, continuó existiendo el Tribunal de la isla para los casos locales menores, mientras que el Tribunal de Justicia era el encargado el casos federales y locales de mayor trascendencia.
- Datos: Q5882027